# Vikinški muzej Lofotr
Vikinški muzej Lofotr (norveško Lofotr Vikingmuseum) je zgodovinski muzej, ki temelji na rekonstrukciji in arheološkem izkopavanju vasi vikinškega poglavarja na otoku Vestvågøya v arhipelagu Lofoti v okrožju Nordland na Norveškem. Stoji v majhni vasici Borg, blizu Bøstada, v občini Vestvågøy. Je del konzorcija Museum Nord.

## Zgodovina
Leta 1983 so arheologi odkrili poglavarsko hišo v Borgu (På Borg på Vestvågøya i Lofoten), veliko stavbo iz vikinške dobe, ki naj bi bila postavljena že okoli leta 500 našega štetja. Skupni skandinavski raziskovalni projekt je potekal v Borgu od leta 1986 do 1989. Izkopavanja so razkrila največjo stavbo iz obdobja Vikingov na Norveškem. Temelj Poglavarske hiše v Borgu je bil dolg 83 metrov in širok 9,5 metra, rekonstruirana stavba pa je visoka 9 metrov. Ocenjuje se, da je bil sedež v Borgu zapuščen okoli leta 950 našega štetja.

## Trenutno delovanje
Po končanem izkopavanju so ostali vidni ostanki nekdaj dolge hiše. Dolga hiša je bila rekonstruirana nekoliko severno od mesta izkopavanja. Leta 1995 je bil odprt Vikinški muzej Lofotr. Muzej vključuje popolno rekonstrukcijo 83-metrske dolge poglavarske hiše, kovačnice, dveh ladij (repliki ladje Gokstad, ena v naravni velikosti) in njunih čolnarn ter različne rekonstrukcije, namenjene potopitvi obiskovalca v življenju v času Vikingov. Glavno stavbo je zasnoval norveški arhitekt Gisle Jakhelln.
Septembra 2006 je bila načrtovana širitev Lofotra, gradnja velikega amfiteatra v tla med sprejemno stavbo in poglavarsko hišo, preložena zaradi arheoloških najdb približno 2000 let starih kuhalnih mest in lukenj za drogove na najdišču.
Danes je območje izkopano in na tem mestu so zgrajene nove stavbe. Ta del muzeja obsega 2 stalni razstavi in filmsko dvorano. Razstavne dvorane z videoposnetki in edinstvenimi artefakti prikazujejo najdbo in izkopavanje Borga. Kar nekaj arheoloških artefaktov je izjemnega pomena. Obsežno muzejsko zunanjo površino povezujejo makadamske sprehajalne poti, ki vabijo obiskovalce, da raziskujejo zgodovino v večji vsebini kot same razstavne dvorane – da si ogledajo rekonstruirano poglavarsko hišo na vrhu hriba, da se vkrcajo na vikinško ladjo, da si ogledajo okoliške poglede in poskusijo dojeti vrednost pokrajine in tega, kar je ponujala v vikinški dobi – vse to prispeva k izkušnji.
Muzej je odprt vsak dan od 1. maja do 15. septembra. Uprava Vikinškega muzeja Lofotr je v nekdanjem župnišču cerkve Borge.
Vikinški muzej Lofotr je bil nominiran za Muzej leta 2011 (na Norveškem) in za nagrado Evropski muzej leta 2013.

## V popularni kulturi
Dolga hiša je služila kot Pit Stop četrte etape v The Amazing Race 23.